# Neil McCafferty
Neil McCafferty (Derry, 19 luglio 1984) è un calciatore irlandese originario dell'Irlanda del Nord, centrocampista del Portadown.

## Carriera
Ha giocato nella massima serie irlandese con il Derry City ed il Finn Harps.

## Palmarès

### Club

#### Competizioni nazionali
- Coppa d'Irlanda: 1

Derry City: 2006
- League of Ireland Cup: 2

Derry City: 2006, 2007